# Jessica Jones
Jessica Jones ist eine Figur des Comicverlages Marvel Comics, die 2001 im Marvel-Comic Alias von Comicautor Brian Michael Bendis debütierte. Sie ist die Protagonistin der Serie Marvel’s Jessica Jones (2015–2019), in der sie von Schauspielerin Krysten Ritter verkörpert wurde.

## Geschichte
Ihren ersten Auftritt hatte Jessica Jones im Comic Alias #1 (2001) von Brian Michael Bendis. Alias lief 28 Exemplare lang unter dem neu gegründeten Marvel MAX-Imprint, in dem Marvel Comics altersbeschränkte Titel mit „erwachsenen Inhalten“ (z. B. mit dem homosexuellen Charakter Rawhide Kid) führte. Dies trug dazu bei, dass Jessica regelmäßig das Schimpfwort „fuck“ verwendet und oft beim Rauchen zu sehen ist. Beides ist in nicht altersbeschränkten Marvel-Comics verboten, aber im Gegenzug durften keine etablierten Marvel-Figuren wie z. B. die Avengers vorkommen.
Bendis entwarf Jessica Jones als früh verwaiste, kettenrauchende und alkoholkranke Privatdetektivin, die eine heruntergekommene Detektei namens Alias in New York City führt, und von einer gescheiterten Karriere als Superheldin traumatisiert ist. Für ihren Lebensunterhalt löst sie zweifelhafte Aufträge, wobei sie regelmäßig flucht, sich prügelt und mit fremden Männern schläft. Ihre wenigen Mitstreiter sind ihre beste Freundin Carol Danvers und die beiden Männer Scott Lang sowie Luke Cage, die sie aber durch ihr schroffes Verhalten regelmäßig vor den Kopf stößt.
In den letzten Ausgaben von Alias etablierte Bendis ihre Hintergrundgeschichte, indem er ausführte, dass Jessica eine Klassenkameradin von Peter Parker und ihr Vater ein Angestellter von Tony Stark gewesen war. Bei einem Verkehrsunfall kollidierte der Familienwagen mit einem Militärtransporter, wobei ihre Eltern umkamen, und sie durch den Kontakt mit radioaktiven Substanzen ihre Superkräfte erlangte. Sie wurde zur Superheldin namens Jewel, die übermenschlich stark und flugfähig war und ein genretypisch enges weißblaues Kostüm trug, bis sie vom lilahäutigen Meistermanipulator Purple Man entführt wurde. Der Superschurke machte sie zu seiner Marionette und zwang sie u. a., seinen Vergewaltigungen gehirngewaschener Frauen zuzusehen. Jessica konnte flüchten, blieb aber traumatisiert und wurde zur düsteren Superheldin Knightress, bis sie das Superheldendasein völlig aufgab, um lieber als Privatdetektivin zu arbeiten.
Die düsteren Stories von Bendis, in der Jessica Jones als „fehlerhafte, verbitterte, selbstzerstörische, aber tief im Inneren optimistische Frau“ dargestellt wird, wurden von Fans und Kritik gefeiert und u. a. mit zwei Nominierungen für den Eisner Award belohnt.
Nachdem Alias nach Ausgabe 28 endete, tauchte Jessica in der neuen Marvel-Serie The Pulse (2004–2006) auf, in der sie als Journalistin mit den Daredevil-Nebencharakteren Ben Urich und Kat Farrell in der „Superhelden-News-Sektion“ der Zeitung Daily Bugle des Verlegers J. Jonah Jameson (aus Spider-Man) arbeitet. In dieser Zeit vertieft sie ihre Beziehung zu Luke Cage, aus welcher die gemeinsame Tochter Danielle hervorgeht. Beide treten den Avengers bei und heiraten schließlich in New Avengers Annual #1 (2014). Um Danielle ein Vorbild zu sein, wird sie wieder eine Superheldin und zieht ihr traditionelles weißblaues Kostüm an, nennt sich aber in Anlehnung an ihren Ehemann Luke („Power Man“) nun Power Woman.

## Auszeichnungen
- Harvey Award (2002) für Alias (Kategorie: „Beste Neue Serie“)
- Comics Buyer's Guide Award (2003) für Alias (Kategorie: „Beste Comicserie“)
  - Nominierung für den Eisner Award (2004) für Alias (Kategorie: „Beste Serie“)
  - Nominierung für den Eisner Award (2004) für Alias (Kategorie: „Beste Storyline“)

## Serienverfilmung
Am 20. November 2015 wurde die erste Staffel Serie Marvel’s Jessica Jones auf Netflix veröffentlicht. Die Hauptrollen werden von Krysten Ritter, Mike Colter, David Tennant, Carrie-Anne Moss und Rachael Taylor gespielt. Am 8. März 2018 wurde eine zweite Staffel veröffentlicht. Mitte April 2018 wurde bekanntgegeben, dass eine dritte Staffel bestellt wurde. Nach dem Absetzen von drei der fünf Marvel-Produktionen im letzten Jahr auf Netflix gab der Streamingdienst bekannt, dass auch Jessica Jones nach der dritten Staffel endet. Am 14. Juni 2019 wurde die dritte und letzte Staffel veröffentlicht.